# 裸身蠕蛇鰻
裸身蠕蛇鰻，為輻鰭魚綱鰻鱺目糯鰻亞目蛇鰻科的其中一種，分布於印度太平洋區，從紅海、東非至萊恩群島、社會群島海域，北起日本，南迄澳洲大堡礁，棲息在底層水域，體長可達38公分，屬肉食性，生活習性不明。

## 擴展閱讀
維基物種上的相關：裸身蠕蛇鰻